# Va, pensiero
Va, pensiero es el coro del tercer acto de la ópera Nabucco, de Giuseppe Verdi, en fa♯ mayor, de 1842, con letra de Temistocle Solera, inspirada en el Salmo 137 «Super flumina Babylonis». Calificada como la «obra maestra de Verdi», canta la historia del exilio hebreo en Babilonia tras la pérdida del Primer Templo de Jerusalén. Este coro le dio fama al compositor.
Posteriormente, se convirtió en un himno para patriotas italianos, quienes, identificándose con el pueblo hebreo, buscaban la unidad nacional y la soberanía frente al dominio austríaco. La canción, cuyo tema es el exilio y que expresa nostalgia por la tierra natal, así como la frase «Oh mia patria sì bella e perduta!» (en español, «¡Oh patria mía, tan bella y perdida!») resonaba en el corazón de muchos italianos.
Nana Mouskouri hizo una versión de la canción hacia el año 1980. La canción de Boney M «Rivers of Babylon» también está inspirada en el Salmo 137.[cita requerida]

## Letra
| En italiano Va, pensiero, sull'ali dorate; va, ti posa sui clivi, sui colli, ove olezzano tepide e molli l'aure dolci del suolo natal! Del Giordano le rive saluta, di Sionne le torri atterrate... Oh mia patria sì bella e perduta! Oh membranza sì cara e fatal! Arpa d'or dei fatidici vati, perché muta dal salice pendi? Le memorie nel petto raccendi, ci favella del tempo che fu! O simile di Solima ai fati traggi un suono di crudo lamento, o t'ispiri il Signore un concento che ne infonda al patire virtù. che ne infonda al patire virtù al patire virtù!. | En español ¡Vuela, pensamiento, con alas doradas, pósate en las praderas y en las cimas, donde exhala su suave fragancia el dulce aire de la tierra natal! ¡Saluda las orillas del Jordán y las destruidas torres de Sion! ¡Oh, mi patria, tan bella y perdida! ¡Oh, recuerdo tan querido y fatal! Arpa de oro de fatídicos vates, ¿por qué cuelgas muda del sauce? Revive en nuestros pechos el recuerdo. ¡Que hable del tiempo que fue! Al igual que el destino de Sólima, Canta un aire de crudo lamento o que te inspire el Señor una melodía que infunda valor a nuestro padecimiento, al padecer, valor!. |